# 卢瓦尔河畔新堡城堡
卢瓦尔河畔新堡城堡（Château de Châteauneuf-sur-Loire）是法国卢瓦尔河谷城堡群中的一座城堡，建于17和18世纪，位于中央-卢瓦尔河谷大区卢瓦雷省奥尔良区的市镇卢瓦尔河畔新堡的市中心，Douves 和 Aristide-Briand 广场的拐角处，靠近卢瓦尔河北岸，旧属奥尔良省。
卢瓦尔河海军博物馆 (法語：Muséedela Marine de Loire) 设于城堡的旧马厩内。

## 历史
城堡的建造始于 17 世纪。 所用石材 来自阿列河畔阿普勒蒙的采石场，通过水路经阿列河和卢瓦尔河运输。
1792 年至1794年，奥尔良建筑师 Benoît Lebrun 买下已大部分被毁的建筑。
卢瓦尔河畔新堡市于 1926 年购买了这座城堡，在此设立了学校和市政厅。

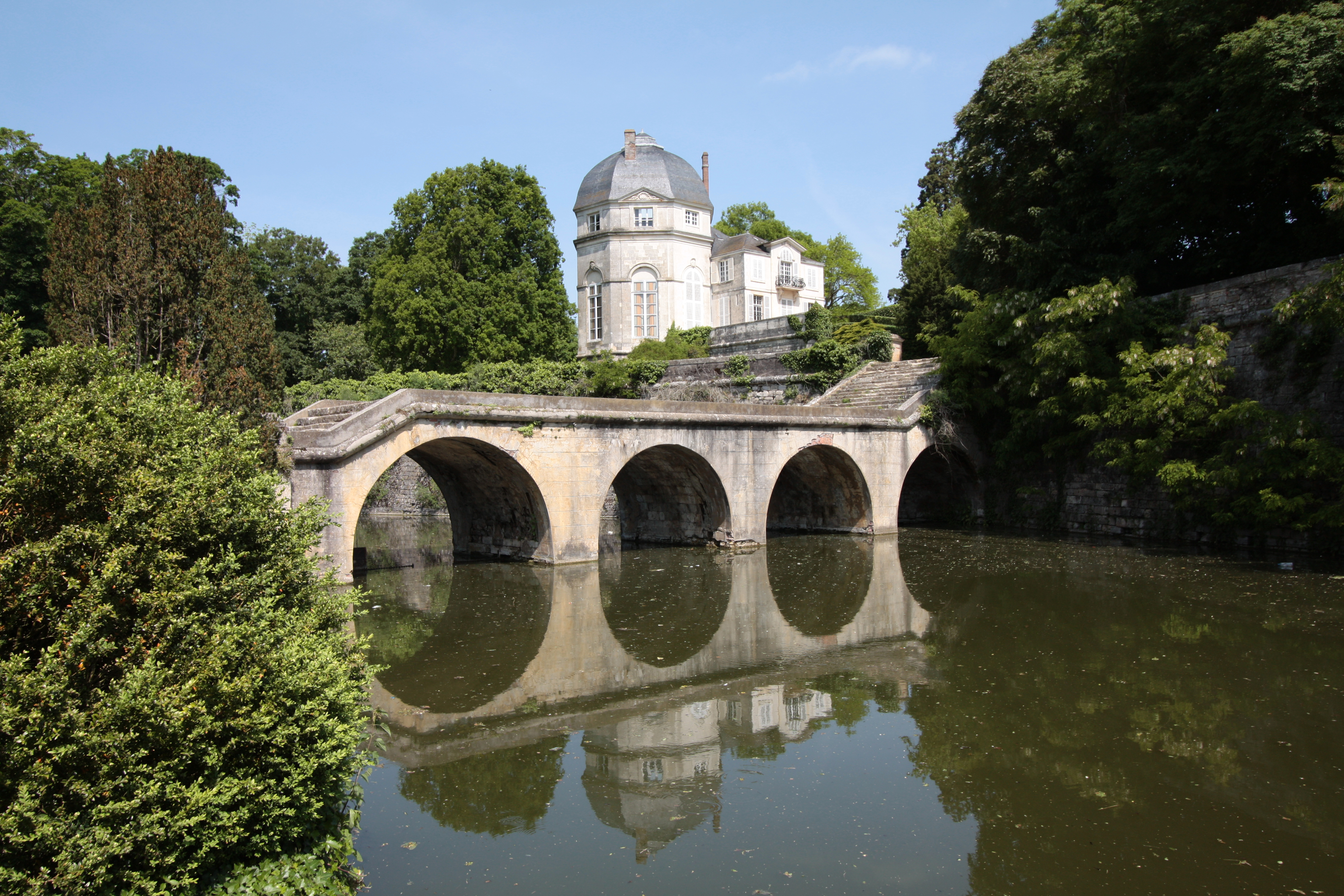